# Katedra Najświętszego Zbawiciela w Wiedniu
Katedra Najświętszego Zbawiciela w Wiedniu – główna świątynia Kościoła Starokatolickiego Austrii, znajdująca się w Wiedniu.
Katedra św. Salwatora to tak naprawdę obszerna kaplica znajdująca się w budynku Starego Ratusza w Wiedniu, przekazana starokatolikom w 1871 roku. Kaplica została wybudowana w końcu XIII wieku, ale jej główna konsekracja nastąpiła dopiero w 1361 roku. Ambona ufundowana z datków wiernych pochodzi z 1765 roku. Z biegiem czasu kaplica była kilkakrotnie przebudowywana. W czasie II wojny światowej świątynia została kompletnie zdemolowana. Przy wejściu do kaplicy, od ulicy Salvatorgasse widoczny jest jeden z nielicznych już w Wiedniu renesansowych portali.
Katedra należy do parafii pod tym samym wezwaniem (założonej 15 października 1871 roku), msze św. celebrowane są tutaj w każdą niedzielę i dzień świąteczny o godzinie 10.00 oraz w środę i piątek o godzinie 19.00. Proboszczem parafii jest ks. Robert Freihsl.